# Жовта пляма
Жовта пляма (лат. macula lutea) — ділянка сітківки з найбільшою концентрацією колбочок. Визначає область видимості з найбільшою роздільною здатністю. Вона має овальну форму, видовжену в горизонтальному напрямку. Її кутові розміри приблизно 6º на 8º. При розгляданні зображень око автоматично розміщує найбільш інформативну для спостерігання ділянку зображення на жовтій плямі.